# Pavel Fomenko
Pavel Fomenko, född den 29 juni 1976, är en rysk friidrottare som tävlar i höjdhopp.
Fomenko deltog vid inomhus-EM 2002 i Wien där han slutade på en nionde plats med ett hopp på 2,24. Han var även i final vid utomhus-EM i München och blev då bara tolva efter att ha klarat 2,18. Hans främsta merit är att han vid inomhus-EM 2005 blev bronsmedaljör efter att ha klarat 2,32.

## Personligt rekord
- Höjdhopp - 2,31 (inomhus 2,32)